# La Dépêche du Midi
La Dépêche du Midi (wörtlich: „Eilpost/Depesche aus dem Südens“) ist eine französische Regionalzeitung, die in der gesamten (ehemaligen) Region Midi-Pyrénées und den Departements Aude und Lot-et-Garonne erscheint. Sie hat eine Auflage von ca. 200.000 Exemplaren und erscheint in 17 Lokalausgaben. Die Hauptredaktion und der Verlag haben ihren Sitz in Toulouse.

## Geschichte
Die Zeitung wurde 1870 von den Druckarbeitern der Druckerei Sirven in Toulouse gegründet, um die daheim gebliebenen Frauen über das Geschehen im Deutsch-Französischen Krieg zu informieren. 
Die Zeitung stand immer den Radikalsozialisten nahe. So begann zum Beispiel Jean Jaurès seine journalische Karriere 1887 bei der Dépêche du Midi.
Die Redaktionslinie stand traditionell der laizistischen Parti républicain, radical et radical-socialiste nahe. Der Abgeordnete und Bürgermeister von Valence (Tarn-et-Garonne), Jean-Baptiste Chaumeil, erwarb 1923 die Aktienmehrheit. Als er 1930 starb, vererbte er seine Anteile seinem Neffen, Jean Baylet, der zuvor bereits Verwaltungsdirektor des Verlags gewesen war und Chaumeil auch als Bürgermeister von Valence und später als Abgeordneter des Départements Tarn-et-Garonne „beerbte“. Seither wird die Verlagsgruppe von der Familie Baylet geführt.
Während der deutschen Besetzung Frankreichs im Zweiten Weltkrieg vertrat die Redaktion eine kollaborationistische Linie, weshalb die Zeitung nach der Befreiung vorübergehend verboten wurde. Ab 1947 durfte sie wieder erscheinen. Nach dem Unfalltod Jean Baylets 1959, übernahm seine Witwe, Évelyne Baylet, die Verlagsleitung (und auch das Bürgermeisteramt von Valence). Das Blatt gab bei der Präsidentschaftswahl 1965, als einzige Regionalzeitung, eine Wahlempfehlung für François Mitterrand ab. Nach der Spaltung der Parti radical 1972 war die Verlegerfamilie Bayelet mit der linksliberalen Parti radical de gauche verbunden, die ebenfalls Mitterrand unterstützte. Évelyne Baylet wurde 1970 – als erste Frau in Frankreich – Vorsitzende des Generalrats des Départements Tarn-et-Garonne.
Ihr Sohn, Jean-Michel Baylet, war ab 1977 Bürgermeister von Valence, ab 1978 Abgeordneter in der französischen Nationalversammlung sowie unter der Präsidentschaft Mitterrands von 1984 bis 1986 Staatssekretär im Außenministerium, ab 1985 Vorsitzender des Generalrats von Tarn-et-Garonne (anstelle seiner Mutter) und von 1990 bis 1993 französischer Tourismusminister. 1995 trat er die Nachfolge seiner Mutter als Président-directeur général (PDG, Generaldirektor und Vorsitzender des Verwaltungsrats) des Zeitungsverlags von La Dépêche du Midi an. Im Jahr darauf übernahm er den Parteivorsitz der Parti radical de gauche. Diese Verbindungen trugen der Familie Baylet den Vorwurf ein, den Einfluss ihrer Zeitung für ihre politischen Karrieren zu nutzen.

## Groupe La Dépêche
Zur Verlagsgruppe Groupe La Dépêche gehören eine Reihe weiterer südfranzösischer Regionalzeitungen (u. a. Midi Libre, L’Indépendant) sowie die zweiwöchentlich erscheinende, auf Rugby spezialisierte Midi Olympique.